# فایننشال تایمز جهانی ۵۰۰

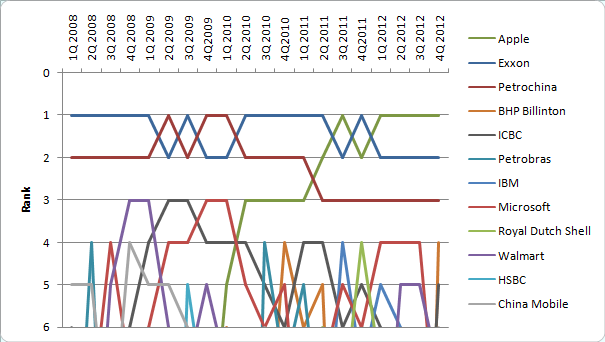
۱۲ شرکت، از بزرگترین شرکت‌های دنیا در سالهای (۲۰۰۹–۲۰۱۱)

فایننَشال تایمز جهانی ۵۰۰، فهرستی از بزرگترین شرکت‌های جهان می‌باشد، که به صورت سالیانه، توسط فایننشال تایمز منتشر می‌شود. هدف از اعلام این اطلاعات، آنست که نشان دهد، چگونه دارایی‌های یک شرکت، نسبت به سال گذشته تغییر می‌کند. این لیست اولین بار، در تاریخ ۲۸ ژانویه ۱۹۹۹ منتشر شد. این رتبه‌بندی، در سال‌های نخست، یک بار در سال انجام می‌شد، ولی در حال حاضر، این فهرست، ۴ بار در سال ارائه می‌شود.
در این فهرست، شرکت‌ها بر اساس ارزش بازار رتبه‌بندی می‌شوند. هرچه ارزش بازار سهام یک شرکت بیشتر باشد، رتبه آن، بالاتر می‌رود. ارزش بازار برابر است با؛ قیمت یک سهم، ضرب در تعداد سهام صادر شده است.
ارزش بازار = قیمت یک سهم × تعداد سهام صادر شده
جدول فایننشال تایمز برای هر شرکت، اطلاعات زیر را نشان می‌دهد:
- رتبه آن شرکت، در سال جاری و سال قبل
- کشور
- ارزش بازار
- حجم معاملات
- سود خالص
- کل دارایی
- تعداد کارکنان
- قیمت کلی شرکت
- نسبت قیمت به درآمد
- بازده سود سهام[۱]

فایننشال تایمز جهانی ۵۰۰ هر ساله، در روزنامهٔ فایننشال تایمز منتشر می‌شود. علاوه بر روزنامه، این فهرست در سایت FT.com نیز، گنجانده شده‌است.
| رتبه | شرکت                  | دفتر مرکزی          | صنعت          |
| ---- | --------------------- | ------------------- | ------------- |
| ۱.   | نیپون تلگراف اند تلفن | ژاپن                | مخابرات       |
| ۲.   | جنرال الکتریک         | ایالات متحده آمریکا | شرکت خوشه‌ای   |
| ۳.   | رویال داچ شل          | هلند                | نفت و گاز     |
| ۴.   | ای‌تی اند تی           | ایالات متحده آمریکا | مخابرات       |
| ۵.   | اکسون                 | ایالات متحده آمریکا | نفت و گاز     |
| ۶.   | کوکاکولا              | ایالات متحده آمریکا | نوشیدنی       |
| ۷.   | مرک اند کو.           | ایالات متحده آمریکا | داروسازی      |
| ۸.   | آلتریا                | ایالات متحده آمریکا | تنباکو        |
| ۹.   | تویوتا                | ژاپن                | خودروسازی     |
| ۱۰.  | بانک صنایع ژاپن       | ژاپن                | بانکداری      |
| ۱۱.  | هوفمان-لا روش         | سوئیس               | داروسازی      |
| ۱۲.  | فوجی بانک             | ژاپن                | بانکداری      |
| ۱۳.  | سومیتومو بانک         | ژاپن                | بانکداری      |
| ۱۴.  | مایکروسافت            | ایالات متحده آمریکا | نرم‌افزار      |
| ۱۵.  | اینتل                 | ایالات متحده آمریکا | فناوری        |
| ۱۶.  | بانک توکیو میتسوبیشی  | ژاپن                | بانکداری      |
| ۱۷.  | دای-ایچی کانگیو بانک  | ژاپن                | بانکداری      |
| ۱۸.  | پروکتر اند گمبل       | ایالات متحده آمریکا | کالاهای مصرفی |
| ۱۹.  | آی‌بی‌ام                | ایالات متحده آمریکا | فناوری        |
| ۲۰.  | سان‌وا بانک            | ژاپن                | بانکداری      |

| رتبه | شرکت                      | دفتر مرکزی          | صنعت        |
| ---- | ------------------------- | ------------------- | ----------- |
| ۱.   | اپل                       | ایالات متحده آمریکا | فناوری      |
| ۲.   | اکسان‌موبیل                | ایالات متحده آمریکا | نفت و گاز   |
| ۳.   | پتروچاینا                 | چین                 | نفت و گاز   |
| ۴.   | بی‌اچ‌پی بیلیتون            | استرالیا            | معدن        |
| ۵.   | بانک صنعتی و بازرگانی چین | چین                 | بانکداری    |
| ۶.   | چاینا موبایل              | چین                 | مخابرات     |
| ۷.   | وال‌مارت                   | ایالات متحده آمریکا | خرده‌فروشی   |
| ۸.   | سامسونگ الکترونیکس        | کره جنوبی           | الکترونیک   |
| ۹.   | مایکروسافت                | ایالات متحده آمریکا | نرم‌افزار    |
| ۱۰.  | رویال داچ شل              | هلند                | نفت و گاز   |
| ۱۱.  | برکشایر هاتاوی            | ایالات متحده آمریکا | خدمات مالی  |
| ۱۲.  | جنرال الکتریک             | ایالات متحده آمریکا | شرکت خوشه‌ای |
| ۱۳.  | آی‌بی‌ام                    | ایالات متحده آمریکا | فناوری      |
| ۱۴.  | شورون                     | ایالات متحده آمریکا | نفت و گاز   |
| ۱۵.  | نستله                     | سوئیس               | موادغذایی   |
| ۱۶.  | بانک سازندگی چین          | چین                 | بانکداری    |
| ۱۷.  | اچ‌اس‌بی‌سی                  | بریتانیا            | بانکداری    |
| ۱۸.  | جانسون و جانسون           | ایالات متحده آمریکا | داروسازی    |
| ۱۹.  | ای‌تی اند تی               | ایالات متحده آمریکا | مخابرات     |
| ۲۰.  | گوگل                      | ایالات متحده آمریکا | اینترنت     |